# F 霊能捜査官・橘川七海
『F(エフ) 霊能捜査官・橘川七海』（えふれいのうそうさかんたちかわななみ）は、塔山郁による日本の小説。帯は漫画原作者の樹林伸。

## ストーリー概要
死者の霊と会話が出来る女性刑事を描いたミステリー